# 杉本光俊
杉本 光俊（すぎもと みつとし、1975年6月30日 - ）は、日本のアーティスト、ボタニーペインティングアーティスト、グラフィックデザイナー。東京都出身。
デザイン事務所株式会社アントレ・サン・フラッペ代表取締役。静岡理工科大学静岡デザイン専門学校非常勤講師（CI、VI、SP、現像技術）。

## 来歴
蓮やインド菩提樹などの天然の植物を使ったアート「ボタニーペインティング」を発案し、普及活動を行う現代アーティスト。グラフィックデザイナーとしては、企業のディレクションから関わることが多く、企業理念やCI（コーポレート・アイデンティティ）、VI (ビジュアル・アイデンティティ)のほか、小売店では店舗設計、什器、パッケージや販売促進媒体の制作（リーフレット、チラシ、WEB）を手掛ける。
また、写真撮影も行い、物撮りやスナップを得意とする。
講師としても活動しており、静岡理工科大学静岡デザイン専門学校では写真現像、CI、VI、セールスプロモーションの授業を担当している。
抽象絵画の作家として、日本の茶室に飾る茶花をコンセプトした板絵を発表している。

## 経歴

### 生い立ち
昭和50年6月30日東京都に生まれる。小学校３年生から神奈川県で過ごす。
絵を描くことや物をつくること、錆び古びたものを収集するのが好きな子どもだった。
小学生の頃、母が収集していた大判のヴィジュアル系ムック「別冊太陽」等で民芸を知る。その影響を受けて画家や漫画家、陶芸作家になる夢を抱いていた。当時は特に棟方志功やパブロ・ピカソの作品に惹かれていた。小学校６年生で父が持っていたカメラに興味を持ち、一眼レフカメラでのスナップ写真が好きになる。
中学校では油絵同好会に入部していた。中学卒業後は茅ヶ崎で写真を撮影したりして過ごしていた。

### 下積み期
10代の頃に様々な仕事を経験する。勤務先の会社で写真の基礎知識を学ぶ。休日はカメラに親しんだりコンクール用の作品制作に励んだりして過ごしていた。
趣味でMACによる3DCG（ストラタスタジオ）にて3D作品（モデリング）を行う。また、IllustratorやPhotoshopにも興味を持ち、独学でソフトウェアを勉強する。

### 創業期
静岡県三島市のデザイン事務所サンスタジオでデザインのノウハウを学ぶ。サンスタジオでは若手を土日に集めて公募作品を競いながら制作させてくれたほか、グループ展を開催する等若い人材を応援してくれていた。
その時期に制作した天城湯ヶ島の宿、落合楼村上のホームページが、静岡県のデザインコンテストで入選。落合楼村上ではWEBのほか、部屋や料理の写真撮影等にも関わり、写真技術を更に深めることとなった。

### 人生の転機　－髙橋台一との出会い
2004年、神奈川県小田原市の和菓子製造販売会社、株式会社菜の花代表の高橋台一が経営するギャラリーうつわ菜の花より企画案内の制作を請け負う。以降、高橋台一の審美眼に影響を受け、やきものや現代芸術、民芸についての教えを受ける。ギャラリーうつわ菜の花では、黒田泰蔵や内田鋼一などの作品写真の撮影から企画案内の制作を請け負っている。2004年からすべての企画案内の撮影のデザインを任され現在も制作を続けている。黒田泰蔵の白磁にも大きく影響を受ける。うつわ菜の花で制作した販促物が日本グラフィックデザイナー協会で入選し、同協会への入会が決まる。
その後グラフィックデザイナーとしての実績を重ね、静岡デザイン専門学校から講師の依頼を受けて、未来のデザイナーに向けて日々講義を行っている。

### ボタニーペインティングの創出と普及活動
一方、アーティストとして自身の抽象絵画作品の展示販売を続けていくうちに絵を描く楽しさを誰かと共有したいと考えるようになり、ヒントを求めて2017年、東南アジアへ旅に出かける。そこで蓮が貼られている民芸土産に惹かれる。帰国後その民芸土産に着彩して楽しむアートを広めた後に、蓮の研究と試作を繰り返し行い、蓮の葉やインド菩提樹の葉、モンステラを自分で貼付けて着彩する唯一無二のアートワーク、 #ボタニーペインティングを創出。美術経験が無く、絵心に自信が無い人にも心を解放して自由に楽しんでもらえるボタニーペインティングのワークショップを全国各地で開催している。また、自宅でボタニーペインティングに親しめる全４回の通信講座も開講している。
現在、ワークショップを開催できる認定講師（パートナー講師）の育成を通じてアートの分野で活躍したい人の自立支援や、障がいを持つ人のアート活動への参画にも積極的に取り組んでいる。

### 人物
趣味は料理。寿司を好んで食べる。
好きなアーティストはパブロ・ピカソ、ジョン・レノン、棟方志功、立川談志、荒木経惟、奥田民生。

## ボタニーペインティング
東南アジアで旧来親しまれてきた蓮を貼って装飾する文化にヒントを得て、杉本光俊が研究の末考案した、オリジナルのアートワーク。
蓮やインド菩提樹、モンステラのなどの天然植物の葉を木製パネルや籠に貼付け彩色する。
ボタニー・ロータスリーフペイントは、株式会社アントレ・サン・フラッペの商標登録となっている。
ボタニー(商願2017-090539)・ロータスリーフペイント(商願2019-034210)

### ワークショップ
全国で開催するワークショップ。
ゆったりと過ごせるカフェやギャラリーなどで行っている。手ぶらで参加し、作品は当日持ち帰れる。
講師が絵の具の知識や彩色のポイントをわかりやすく伝えながら、自由な発想で作品を制作できるようにサポートしている。
・当日、以下のコースの中から選んで制作する。
【木製パネル】に蓮やインド菩提樹の葉、モンステラの葉を着彩する
【アクリルフレーム】に蓮やインド菩提樹の葉、モンステラの葉を貼り着色する
【籠】に蓮やインド菩提樹の葉、モンステラの葉を貼り着色する

### 通信講座
自宅でYouTubeの動画解説を見ながらボタニーペインティングを楽しめる。
全４回の講座で画材の基礎を学びながら、木製パネルの作品を制作する。

### パートナー講師
本部主催と同様のワークショップを開催できるパートナー講師認定制度がある。
ボタニーペインティングの通信講座をすべて受講し、本部主催のワークショップで技術試験を受けて合格するとパートナー講師として認定される。

## 作品
・うつわ菜の花　企画展案内制作2004年〜
・和菓子菜の花　SP全般（撮影・デザイン）
・サッポロビール黒ラベル　伊豆限定ラベル
・東山旧岸邸　CI.VI　他
・小戸橋製菓　ディレクション、CI.VI　他、SP全般（撮影・デザイン）
・井上有一作品集

## 受賞歴
・静岡デジタルコンテンツ 入賞
・日比野克彦賞 岐阜フラッグアート 岐阜県知事賞
・トーキョーワンダーウォール入選
・JAGDA グラパ賞 入賞
・第２回建築コンクール（愛知県） 【中村好文 これも建築?】最優秀賞
・JAGDA グラパ賞 入選・入賞
・第4回伊豆諸島・小笠原諸島 観光ポスターデザインコンテスト 入賞
・富山プロダクトデザインコンペティション 黒木靖夫賞